# Pascal Hervé
Pascal Hervé (Tours, 13 juli 1964 – 24 december 2024) was een Frans wielrenner.

## Loopbaan
Hervé werd pas profwielrenner toen hij 29 jaar oud was. Als amateur werd hij 48e op de wegwedstrijd op de Olympische Zomerspelen 1992. In datzelfde jaar werd hij nationaal amateurkampioen van zijn land. 
Als professional was hij een belangrijke helper van kopmannen Richard Virenque en Alex Zülle, maar hij wist ook zelf te winnen, vooral in kleinere koersen. Hervé was een complete renner en zijn overwinningen waren behoorlijk divers. Hij won zowel bergop als vlakke etappes en eendaagse wedstrijden. In klassementen van een meerdaagse wedstrijden moest hij altijd de meerdere erkennen in anderen, al kwam hij dichtbij in de Wielerweek van Lombardije (2e in 1996) en de Tour DuPont (2e in 2001). Hervé richtte zich in die koersen vaak op nevenklassementen. Hij won de bergtrui in de Dauphiné Libéré (1994), Ronde van Catalonië (1995) en Ronde van Valencia (1996) en hij was het beste in het klassement voor tussensprints in de Ronde van het Baskenland (1998), Ronde van Catalonië (1999), Ronde van Zwitserland en Ronde van Burgos (beide 2000).
Hervé kwam meermaals in aanraking met doping. Hij was een belangrijke schakel in de Festina-ploeg, waarvan een verzorger aan het begin van de Ronde van Frankrijk 1998 werd betrapt met dopingproducten in zijn auto. Festina werd na de zesde etappe uit de koers gezet, maar Hervé ontkende zelf doping te hebben gebruikt. Samen met zijn goede vriend Virenque hield hij tot het strafproces in 2000 zijn onschuld vol, hoewel de rest van zijn ploeg bekende. In juni 2001, slechts een paar maanden na het aflopen van de schorsing vanwege zijn aandeel in de Festina-affaire, werd hij na de 16e etappe van de Ronde van Italië 2001 betrapt op doping. Hij beëindigde daarna zijn wielerloopbaan.
Na zijn afscheid werd Hervé eigenaar van een café-restaurant in Limoges. Tussen 2015 en 2017 was hij trainer en sportief directeur van het Canadese team Garneau-Québecor. Hij bleef in Montréal wonen, waar hij mede-eigenaar was van een trainingscentrum voor lokale sporters. Ook organiseerde hij wielrenreizen in verschillende delen van Frankrijk. In september 2024 maakte hij bekend dat hij leed aan maagkanker. Pascal Hervé overleed in december 2024 op 60-jarige leeftijd.

## Overwinningen
1992
Eindklassement Boucles de la Mayenne
1994
5e etappe Dauphiné Libéré
1996
6e etappe Ronde van Italië 1996
8e etappe Tour DuPont
1997
2e etappe deel b Ronde van de Middellandse Zee
2e etappe Ronde van Chili
1998
Bordeaux-Cauderan
GP Ouest France
Klimmerstrofee
etappe in Ronde van het Baskenland
2000
Polynormande
4e etappe Ronde van Zwitserland

## Resultaten in voornaamste wedstrijden
| Jaar | Ronde van Italië     | Ronde van Frankrijk | Ronde van Spanje |
| ---- | -------------------- | ------------------- | ---------------- |
| 1994 |                      | 33e                 | 28e              |
| 1995 | 25e                  | opgave              | 39e              |
| 1996 | opgave (1)           | 42e                 |                  |
| 1997 |                      | 36e                 | 43e              |
| 1998 |                      | opgave              | opgave           |
| 1999 |                      |                     | 80e              |
| 2000 |                      | 12e                 | 17e              |
| 2001 | uitgesloten (doping) |                     |                  |

| Jaar | Milaan-San Remo | Amstel Gold Race | Luik-Bast.‑Luik | Ronde van Lombardije | Waalse Pijl | Parijs-Tours |  | WK op de weg |  | Wereldranglijsten |
| ---- | --------------- | ---------------- | --------------- | -------------------- | ----------- | ------------ |  | ------------ |  | ----------------- |
| 1994 |                 |                  |                 |                      |             |              |  |              |  |                   |
| 1995 | 64e             |                  |                 | 15e                  | 39e         |              |  |              |  |                   |
| 1996 |                 | 32e              | 11e             | 34e                  | 15e         | 48e          |  | 22e          |  | 16e (UWB)         |
| 1997 |                 | 42e              | 13e             |                      | 26e         | 120e         |  |              |  |                   |
| 1998 |                 |                  | 16e             | 33e                  | 7e          | 61e          |  |              |  |                   |
| 1999 |                 |                  |                 |                      |             | 32e          |  |              |  |                   |
| 2000 | 76e             |                  |                 |                      |             |              |  |              |  |                   |
| 2001 |                 |                  |                 |                      |             |              |  |              |  |                   |